# Добрынин, Алексей Иванович
Алексей Иванович Добрынин — советский хозяйственный и государственный деятель, Герой Социалистического Труда.

## Биография
Родился в 1930 году в селе Проскурино. Член КПСС.
В 1946—1976 — помощник машиниста, машинист экскаватора угольного карьера № 1—2 треста «Коркинуголь» комбината «Челябинскуголь» Министерства угольной промышленности СССР.
В 1976—1989 — председатель шахтного комитета профсоюза угольного разреза «Коркинский» комбината «Челябинскуголь».
Указом Президиума Верховного Совета СССР от 29 июня 1966 года удостоен звания Героя Социалистического Труда за «выдающиеся заслуги в выполнении заданий семилетнего плана по развитию угольной и сланцевой промышленности и достижение высоких технико-экономических показателей в работе» с вручением ордена Ленина и золотой медали «Серп и Молот».
Депутат Верховного Совета СССР 8-го созыва. Делегат XXIII съезда КПСС.
Живёт в Коркино.

## Награды и звания
- Герой Социалистического Труда (29.06.1966)
- Орден Ленина (29.06.1966)
- Орден Октябрьской Революции (30.03.1971)
- Орден Знак Почёта (19.02.1974)